# Lesík
Lesík (německy Mühlberg) je vesnice, část města Nejdek v okrese Karlovy Vary v Karlovarském kraji. Nachází se asi 3,5 kilometru západně od Nejdku. Lesík je také název katastrálního území o rozloze 3,09 km².

## Historie
První písemná zmínka o vesnici pochází z roku 1653.

## Obyvatelstvo
Při sčítání lidu v roce 1921 zde žilo 362 obyvatel (z toho 172 mužů) německé národnosti, kteří se s výjimkou tří evangelíků hlásili k římskokatolické církvi. Podle sčítání lidu z roku 1930 měla vesnice 396 obyvatel německé národnosti. Kromě pěti evangelíků a osmnácti lidí bez vyznání byli římskými katolíky.
| Rok            | 1869 | 1880 | 1890 | 1900 | 1910 | 1921 | 1930 | 1950 | 1961 | 1970 | 1980 | 1991 | 2001 | 2011 | 2021 |
| -------------- | ---- | ---- | ---- | ---- | ---- | ---- | ---- | ---- | ---- | ---- | ---- | ---- | ---- | ---- | ---- |
| Počet obyvatel | 372  | 402  | 367  | 405  | 395  | 362  | 396  | 127  | 98   | 62   | 45   | 26   | 36   | 62   | 55   |
| Počet domů     | 52   | 62   | 71   | 72   | 80   | 76   | 82   | 84   | 84   | 17   | 13   | 14   | 17   | 26   | 23   |

## Obecní správa
Při sčítání lidu v letech 1869–1950 Lesík byl samostatnou obcí, se kterým patřil nejprve do okresu Kraslice, ale v letech 1910–1930 v okrese Nejdek a v roce 1950 v okrese Karlovy Vary-okolí. Od roku 1960 je částí města Nejdek v okrese Karlovy Vary.

## Galerie

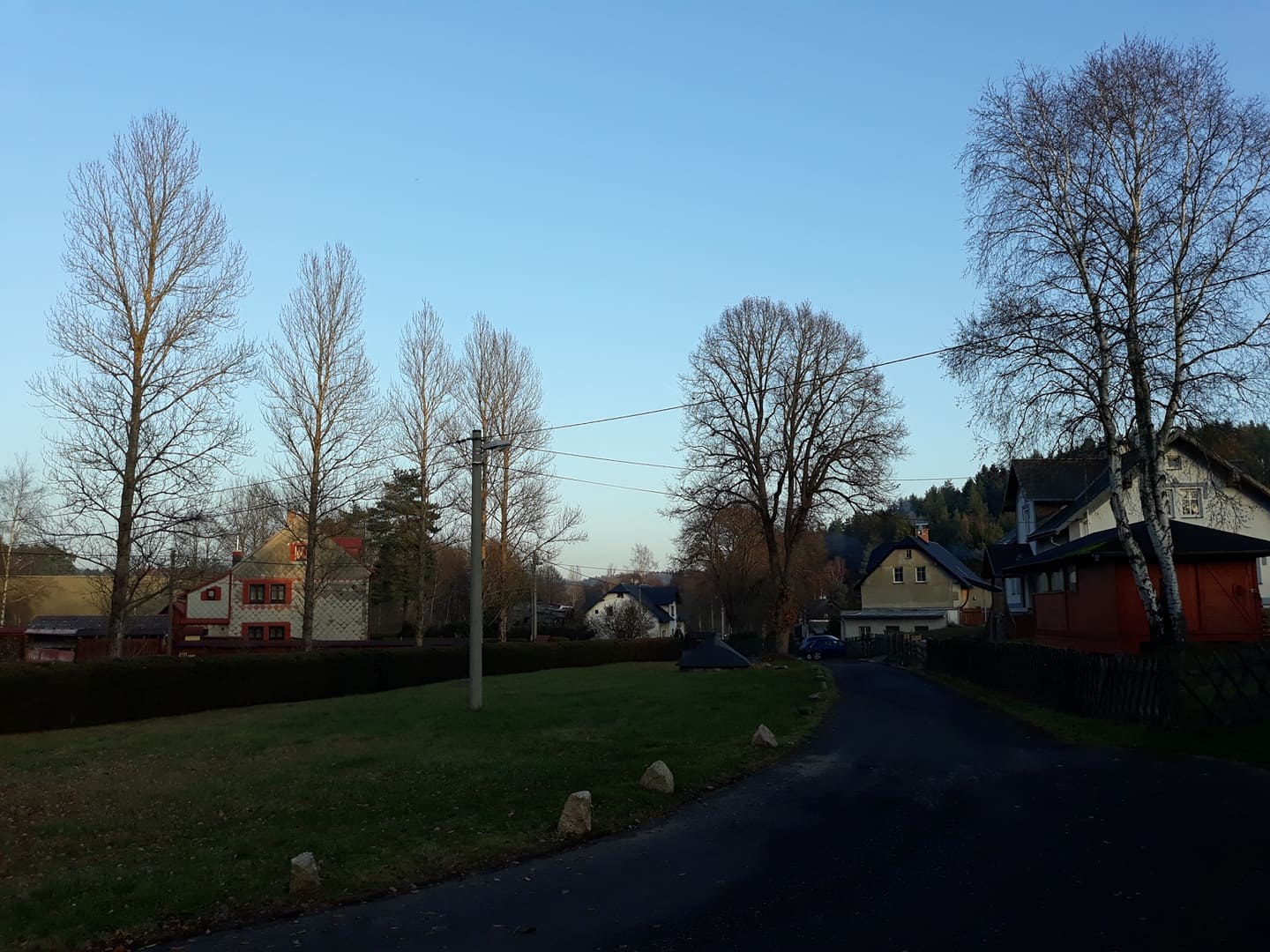
Domy (2020)
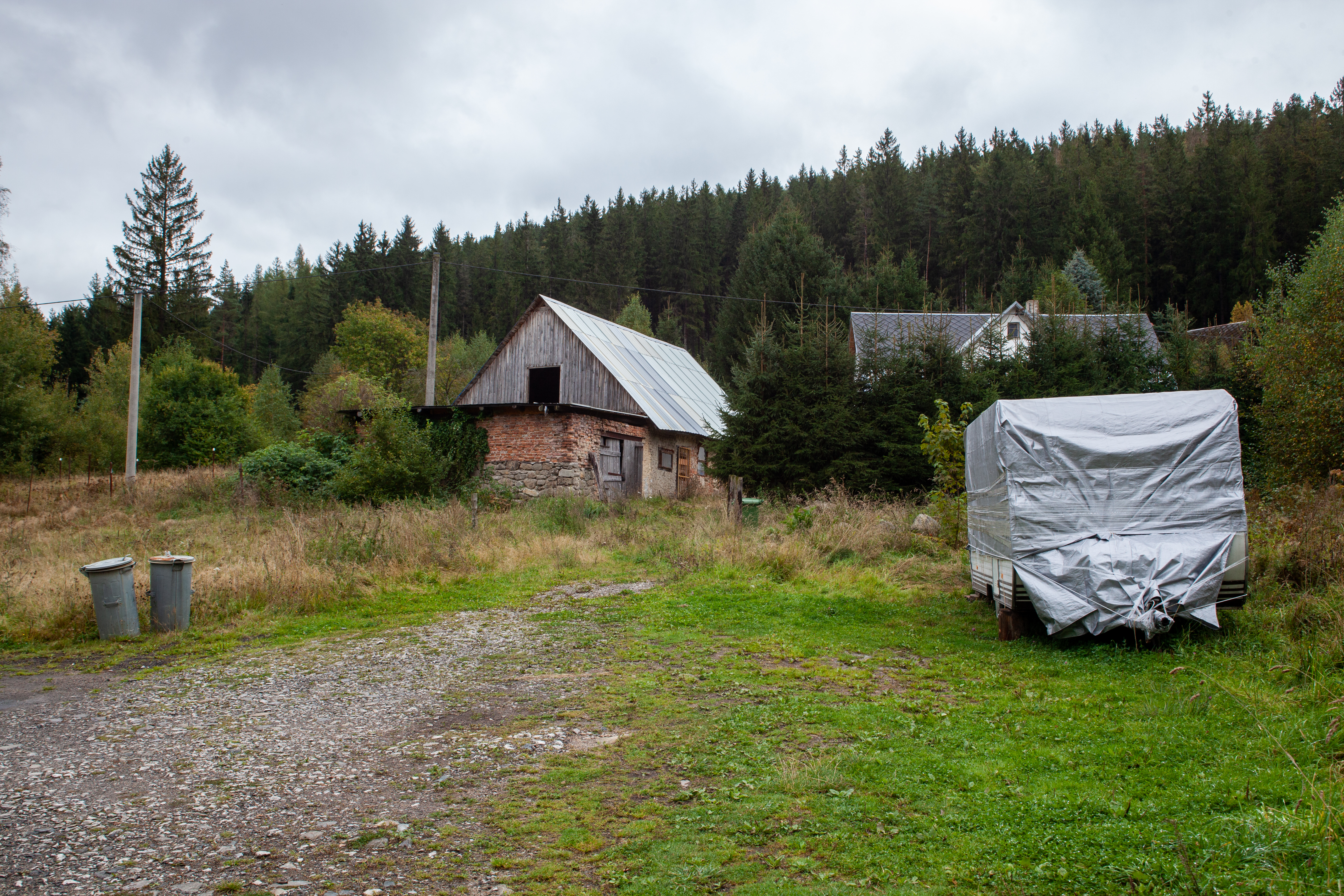
Chatka (2020)
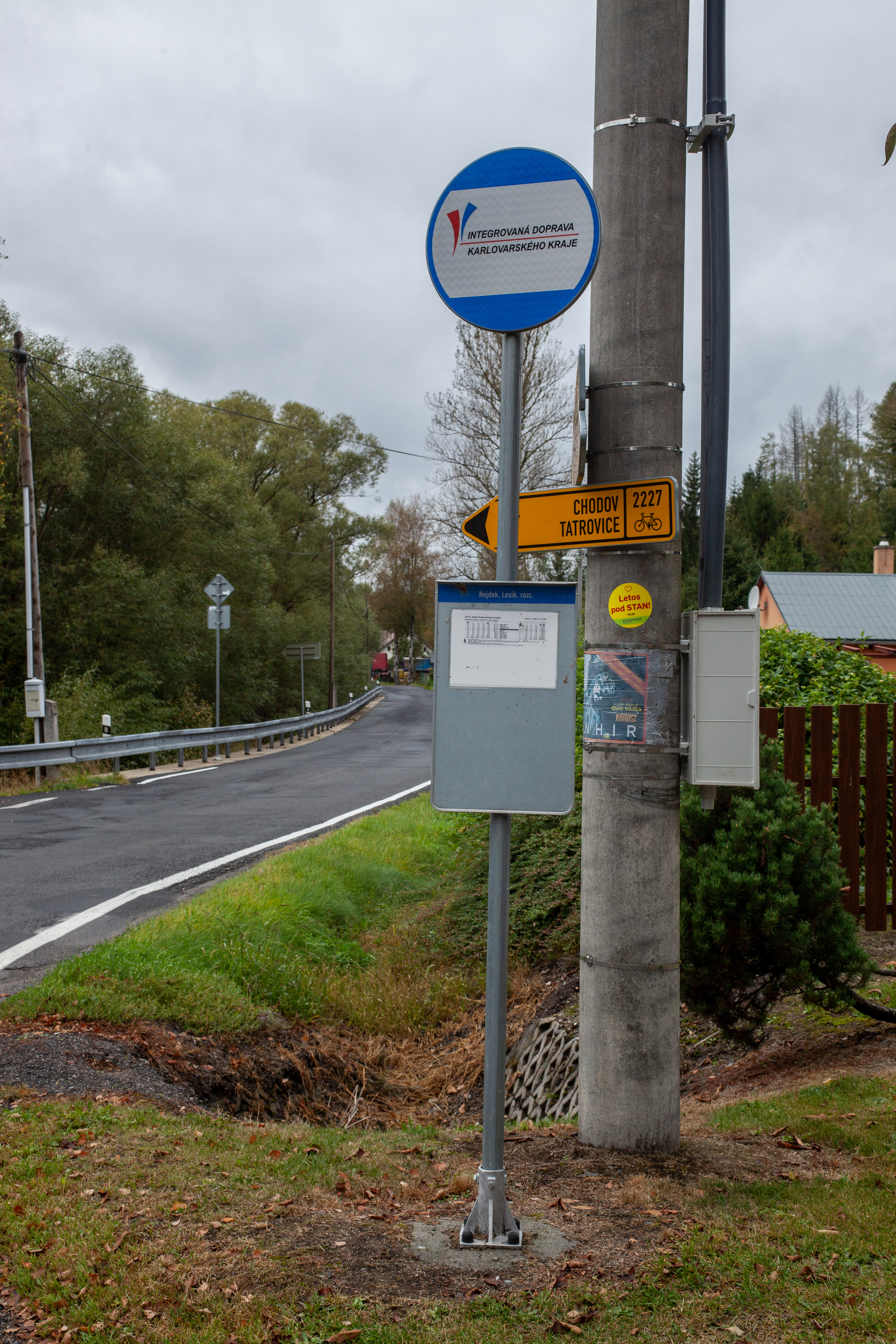
Autobusová zastávka (2020)
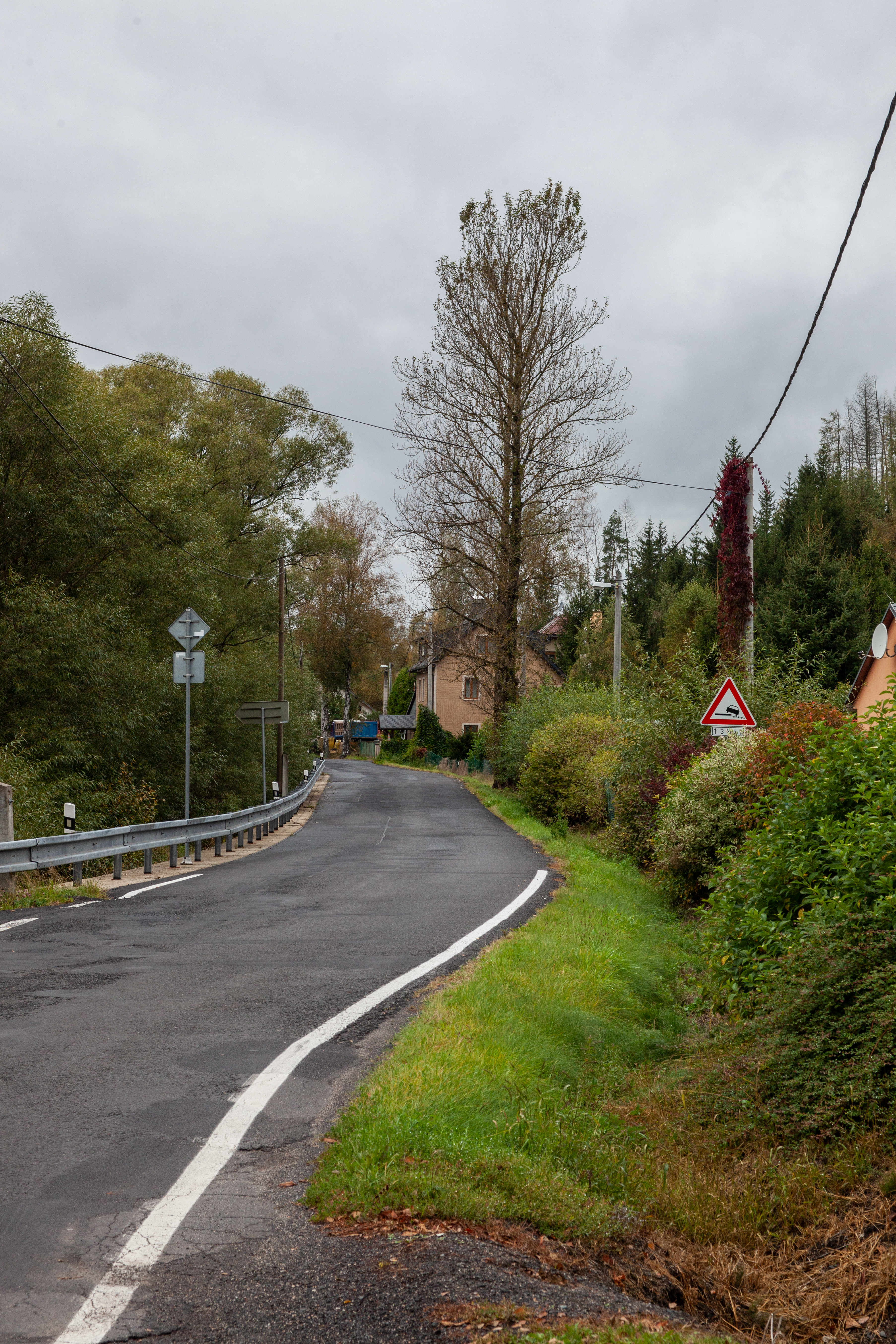
Silnice (2020)